# Smrkolj
Smrkolj je priimek več znanih Slovencev:
- Albin Smrkolj (1886–1957), veletrgovec, publicist; član Konsulte 1941
- Anica Smrkolj (1951–1995), zdravnica
- Ciril Smrkolj (*1949), kmet in politik
- Jožef Smrkolj (*1944), strojnik in gospodarstvenik
- Katarina Ovca Smrkolj (*1949), političarka (soproga Cirila Smrkolja)
- Polona Smrkolj, dr. biotehn.?
- Špela Smrkolj (*1971), ginekologinja, prof. MF
- Tomaž Smrkolj (*1976), zdravnik urolog
- Vladimir Smrkolj (1945–2025), zdravnik travmatolog, kirurg, prof. MF
- Vladimir Smrkolj ml. (*2001), študent medicine, mladi raziskovalec, znanstveni nagrajenec